# Agrotis perplexa
Agrotis perplexa är en fjärilsart som beskrevs av Bang-haas 1910. Agrotis perplexa ingår i släktet Agrotis och familjen nattflyn. Inga underarter finns listade i Catalogue of Life.